# Gambel-cinege
A Gambel-cinege avagy hegyi Gambel-cinke (Poecile gambeli) a verébalakúak (Passeriformes) rendjébe, ezen belül a cinegefélék (Paridae) családjába tartozó faj.

## Rendszertani helyzete
Egyes rendszerezők a Parus nembe sorolják Parus gambeli néven.

## Előfordulása
Észak-Amerika nyugati részén, Kanada, az Amerikai Egyesült Államok és Mexikó területén honos.

## Alfajai
- Poecile gambeli atrata (Grinnell & Swarth, 1926)
- Poecile gambeli baileyae (Grinnell, 1908)
- Poecile gambeli gambeli (Ridgway, 1886)
- Poecile gambeli inyoensis (Grinnell, 1918)

## Megjelenése
Testhossza 12-14 centiméter, testtömege 8-14 gramm.
|  |